# Zacatlán
Zacatlánⓘ – miasto w Meksyku, w stanie Puebla.